# Biplobi Bangla Congress
Biplobi Bangla Congress (Revolutionära Bengaliska Kongressen) är ett politiskt parti i Västbengalen i Indien. Uppstod som en utbrytning ur Bangla Congress inför valet 1971. Partiet leds av Sunil Chaudhury och det ingår i Left Front. Kring mars 2001 fanns det rapporter att BBC skulle gått över till All India Trinamool Congress sida och varit med i bildandet av valalliansen Bangla Bachao Front. I själva valet samma år var dock BBC med i Left Front. Detta rörde sig troligtvis om en utbrytargrupp. Makhanlal Bangal, som 1996 blivit vald till delstatsförsamlingen för BBC (ett mandat som dock förlorades då Makhalal dömdes för valfusk), var i valet 2001 en AITC-kandidat. 